# Famille Barberini
 (juillet 2024).
Si vous disposez d'ouvrages ou d'articles de référence ou si vous connaissez des sites web de qualité traitant du thème abordé ici, merci de compléter l'article en donnant les références utiles à sa vérifiabilité et en les liant à la section « Notes et références ».
La famille Barberini est une célèbre famille italienne florentine, originaire du bourg de Barberino en Toscane, et dont plusieurs membres ont joué un rôle important au XVIIe siècle.

## Patriciens de Venise
La famille fut agrégée à la noblesse vénitienne en 1623 dans la personne de Don Carlo Barberin, préfet de Rome, frère du pape Urbain VIII, dont les descendants jouissent du titre de Princes de Palestrina et de Grand d'Espagne.

## Personnalités
- Carlo Barberini (1562-1630), frère du pape Urbain VIII, duc de Monterotondo ;
- Maffeo Barberini (1568-1644), pape en 1623 sous le nom d'Urbain VIII ;
- Antonio Barberini, seniore (1569-1646), cardinal, frère du précédent ;
- Francesco Barberini, seniore (1597-1679), cardinal, neveu des précédents ;
- Antonio Barberini, iuniore (1607-1671), cardinal, neveu d'Urbain VIII ;
- Taddeo Barberini (1603-1647), prince de Palestrina, général des troupes papales, neveu d'Urbain VIII et époux d'Anna Colonna ;
- Carlo Barberini (1630-1704), neveu des cardinaux Francesco Barberini, seniore, et Antonio Barberini, iuniore ;
- Maffeo Barberini (1631-1685), prince de Palestrina, fils de Taddeo Barberini et époux d'Olimpia Giustiniani ;
- Francesco Barberini, iuniore (1662-1738), cardinal, neveu du cardinal Carlo Barberini, petit-neveu des cardinaux Francesco Barberini et Antonio Barberini ;
- Urbano Barberini (1664-1722), dernier héritier légitime de la lignée Barberini ;
- Urbano Barberini (né en 1961), acteur italien ;
- Benedetto Francesco Barberini (né en 1961), quatorzième prince de Palestrina.

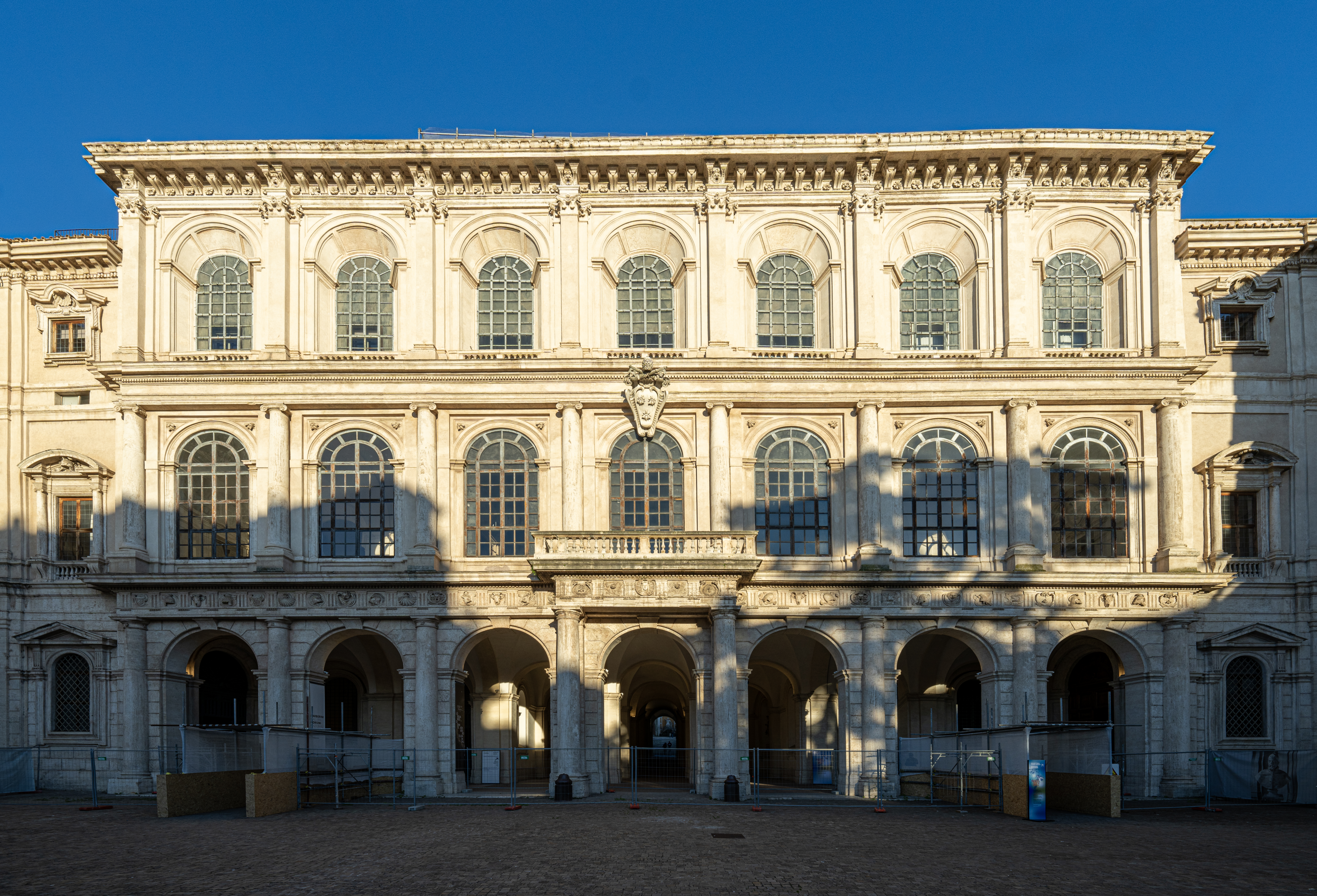
Palazzo Barberini, Rome

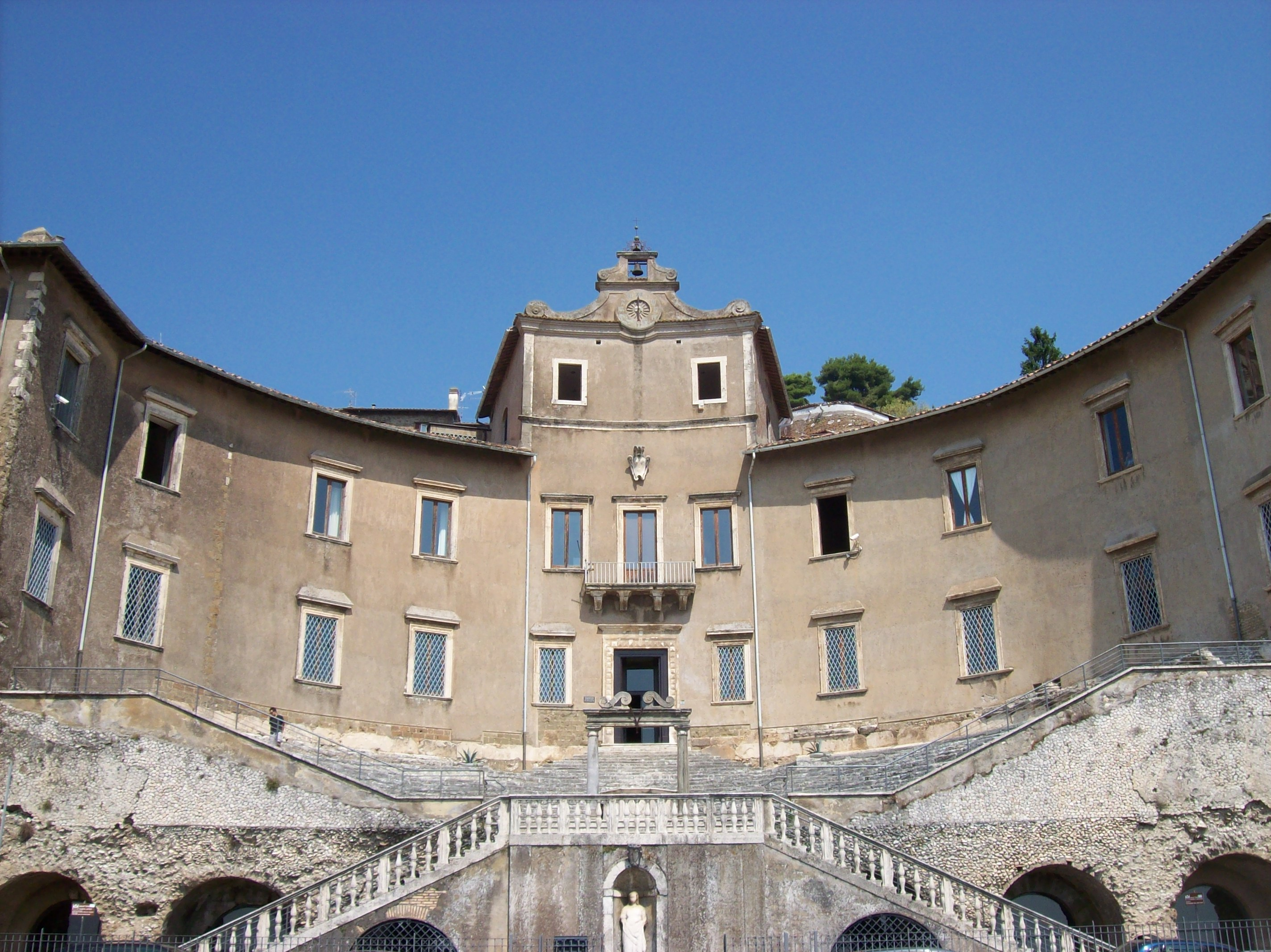
Palazzo Colonna Barberini, Palestrina

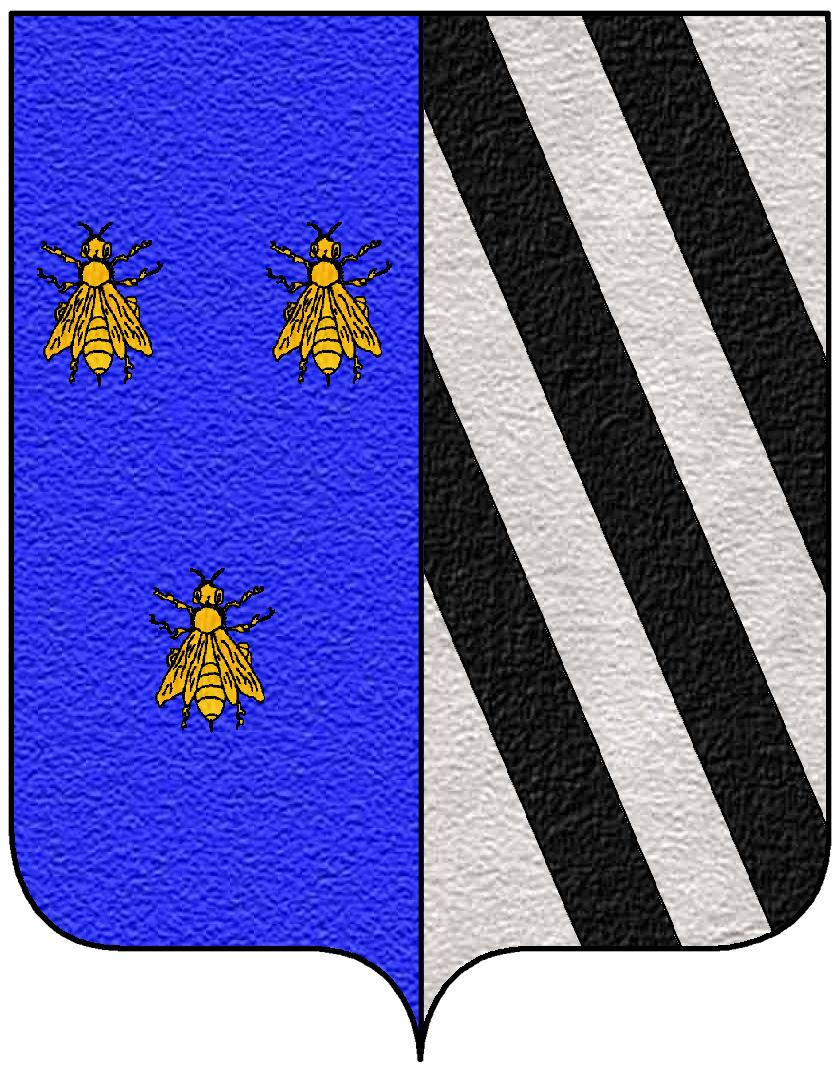
Armoiries des Barberini-Sacchetti